# Wevers en verwanten

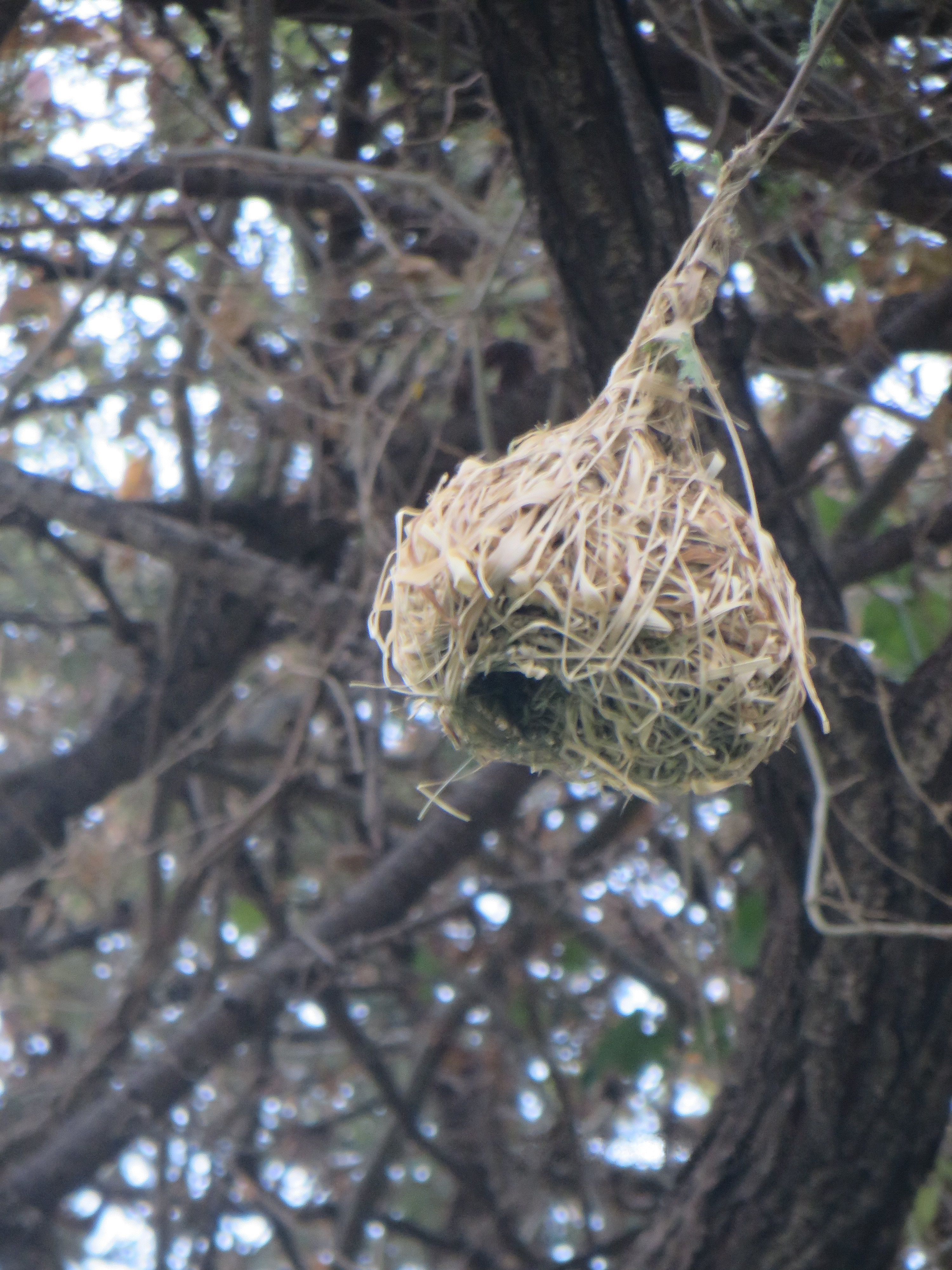
Hangend nest van een wever, Hargeysa, Somaliland, juli 2019.

Wevers en verwanten (Ploceidae) zijn een familie van vogels uit de orde van de zangvogels (Passeriformes). Tot deze familie behoren de wevervogels en de widavinken. Ze danken hun naam aan de opvallende geweven structuur van hun nesten.

## Kenmerken
Wevervogels zijn tussen de 8 en 24 centimeter lang. In de broedtijd zijn de mannetjes vaak opvallend gekleurd, meestal in geel en zwart, maar ook grijs, wit en zwart. De vrouwtjes blijven onopvallend van kleur. Wevervogels hebben een relatief korte, dikke snavel en afgeronde vleugels. 

## Leefwijze
Ze leven van granen, zaden, vruchten en insecten.

## Verspreiding en leefgebied
Deze vogels komen voornamelijk voor in Afrika op de savannes, sommige zijn bosbewoners.
Soms komen ze voor in enorme groepen, bijvoorbeeld de roodbekwever (Quelea quelea) vormt groepen tot wel 100.000 exemplaren. Deze groepen kunnen honderden kilometers ver weg trekken op zoek naar voedsel. Ze komen vaak voor in de buurt van menselijke bewoning. 

## Voortplanting
Vele soorten wevervogels broeden in kolonies. Deze kolonies kunnen tot duizenden vogels bevatten, waarbij de nesten in de boomkronen dicht opeen hangen (zie plaatjes). Sommige zijn broedparasieten, die hun eieren leggen in de nesten van andere vogels. De meeste wevers vlechten een overdekt nest van plantenvezels, soms met een lange, buisvormige ingang.

## Nestbouw
Enkele stadia in het maken van een nest bij de grote textorwever:

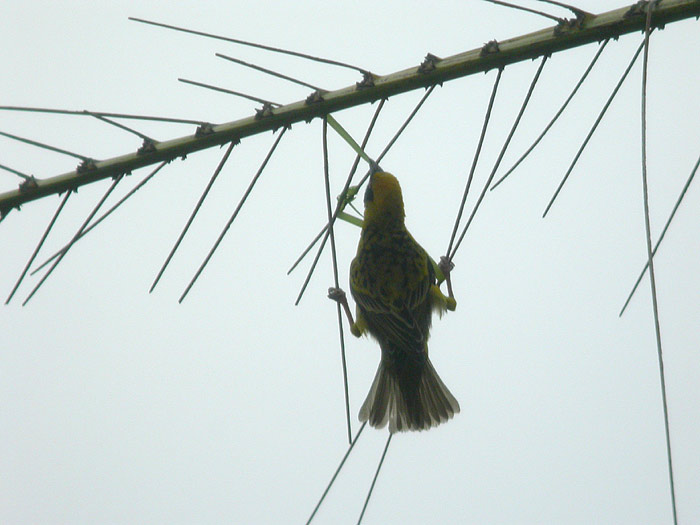
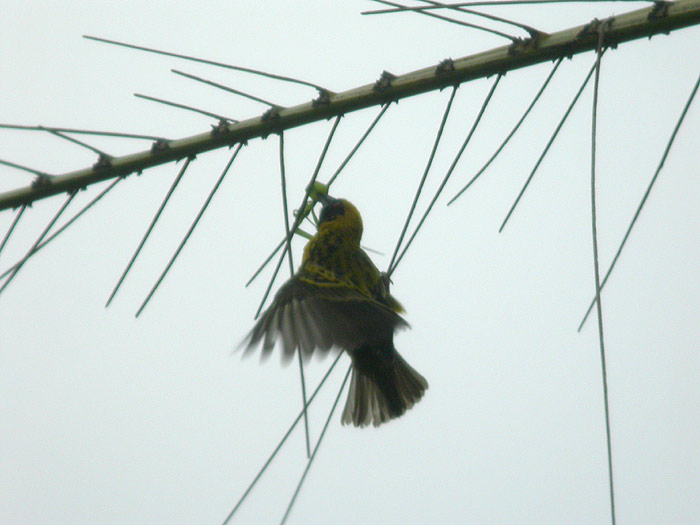
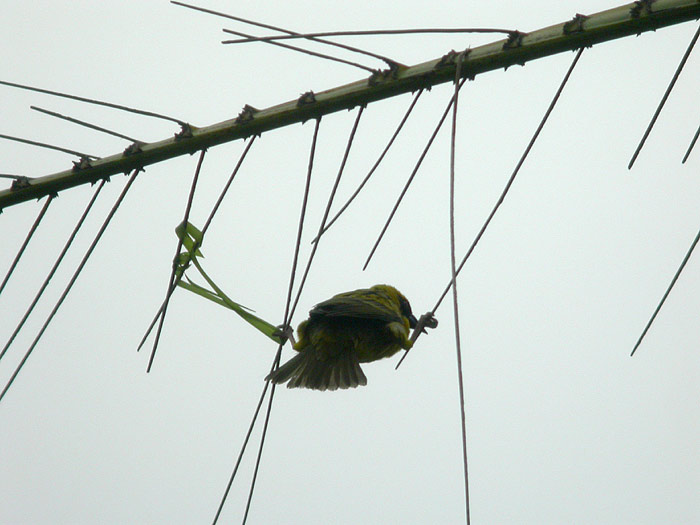
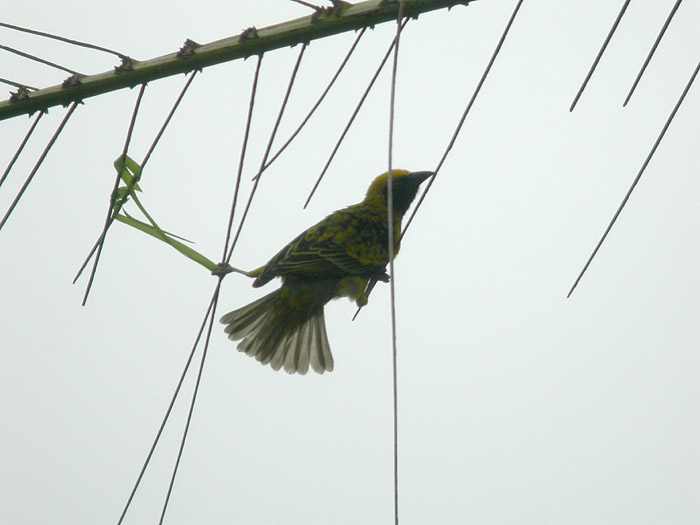
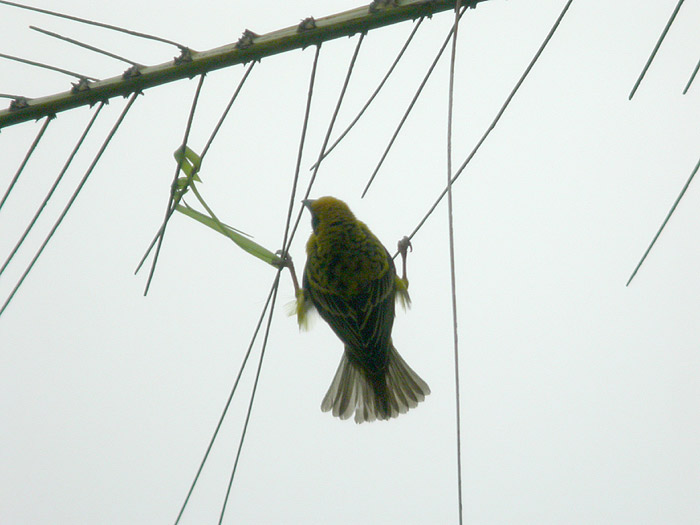
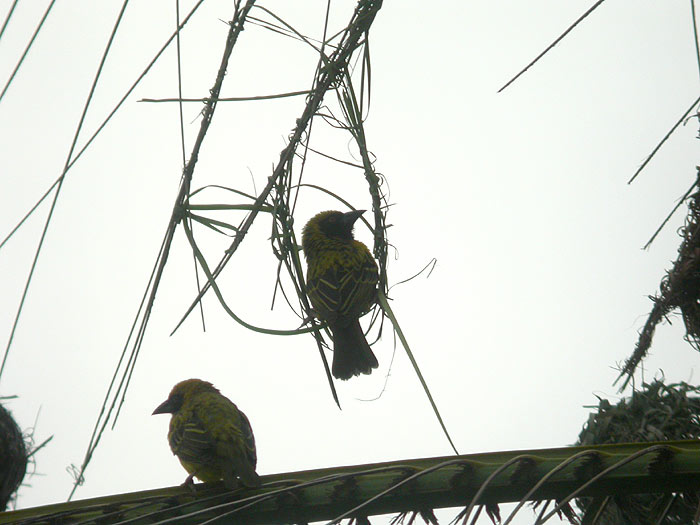

Afbeeldingen van diverse soorten:

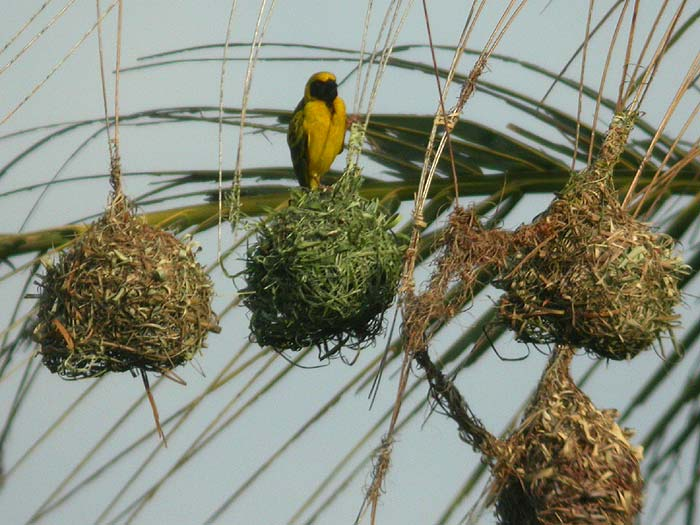
Grote textorwever (Ploceus cucullatus)
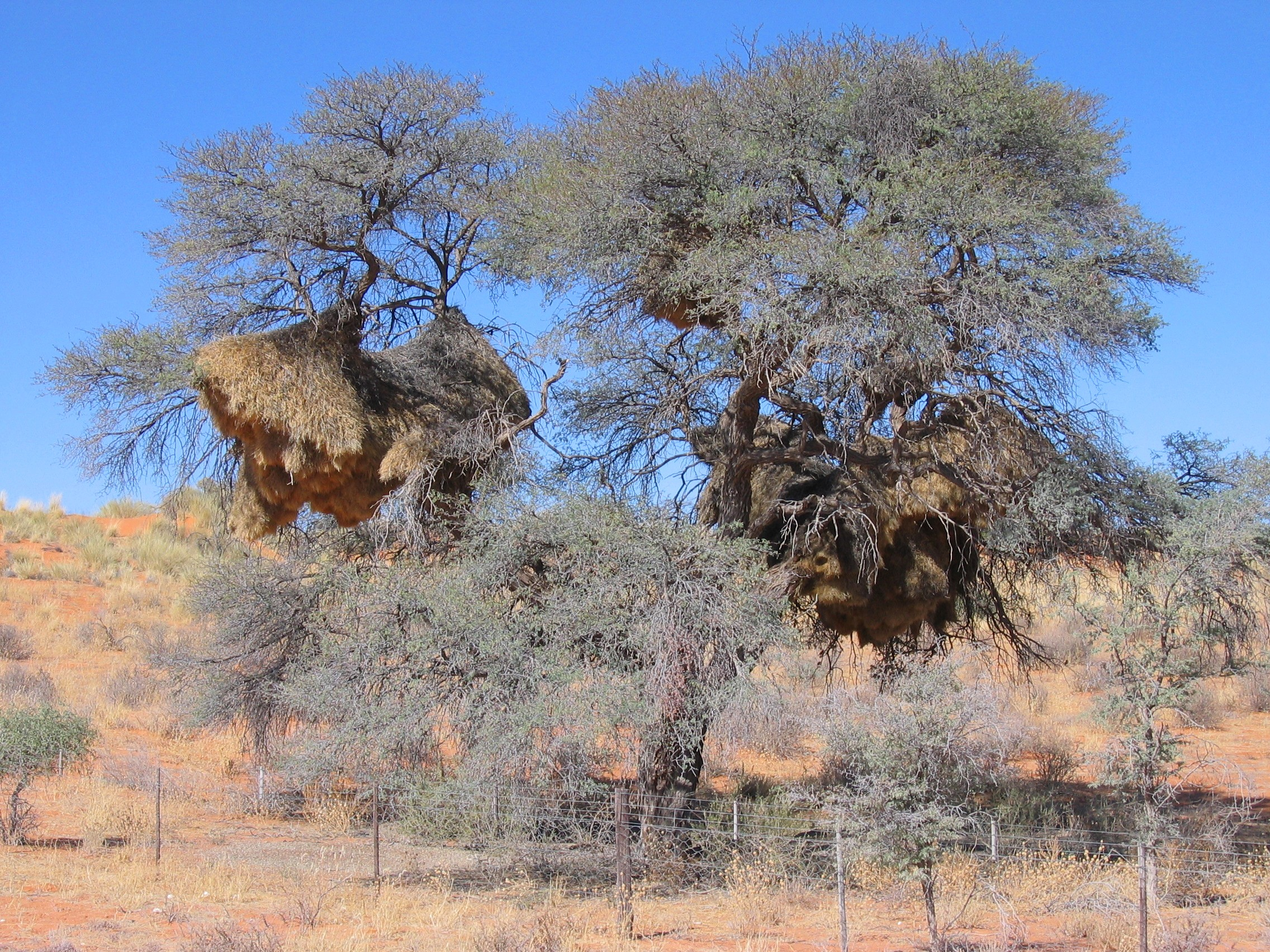
Gemeenschappelijk nest
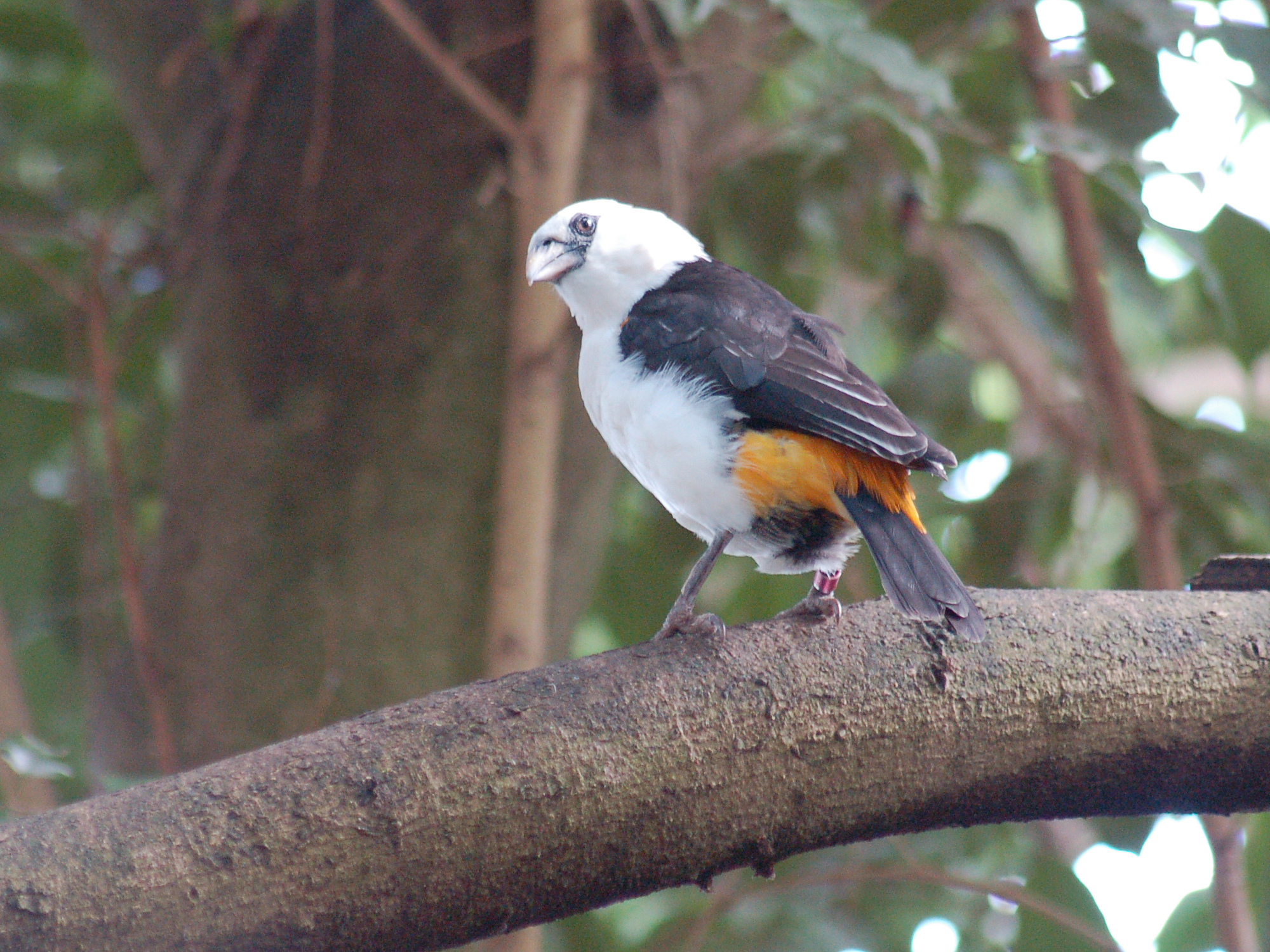
Witkopbuffelwever (Dinemellia dinemelli)
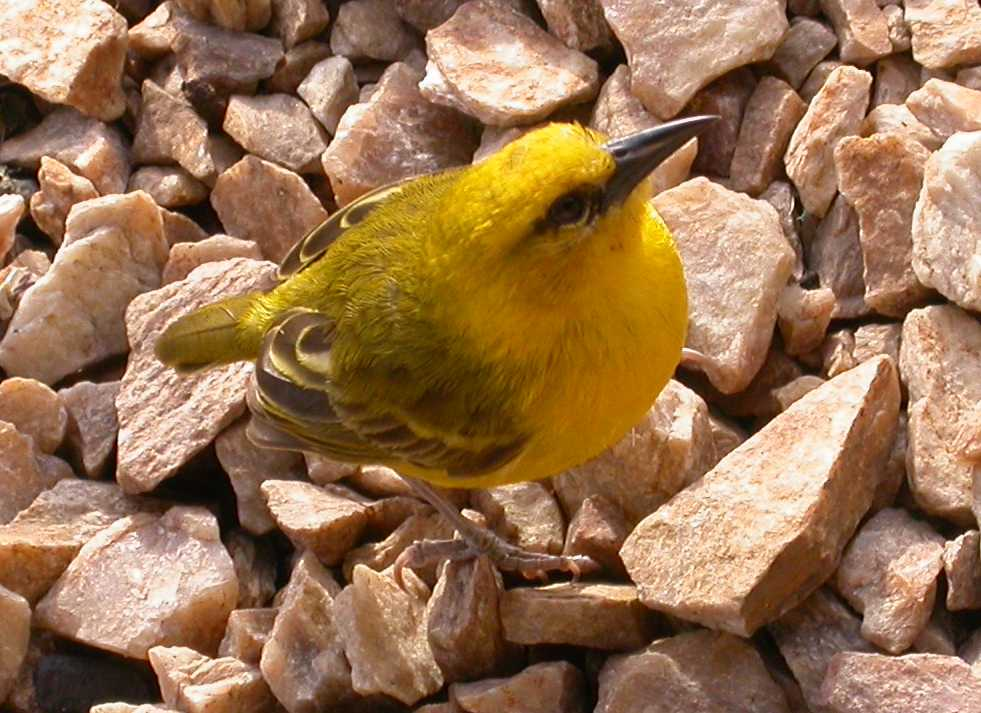
Dunbekwever (Ploceus pelzelni)
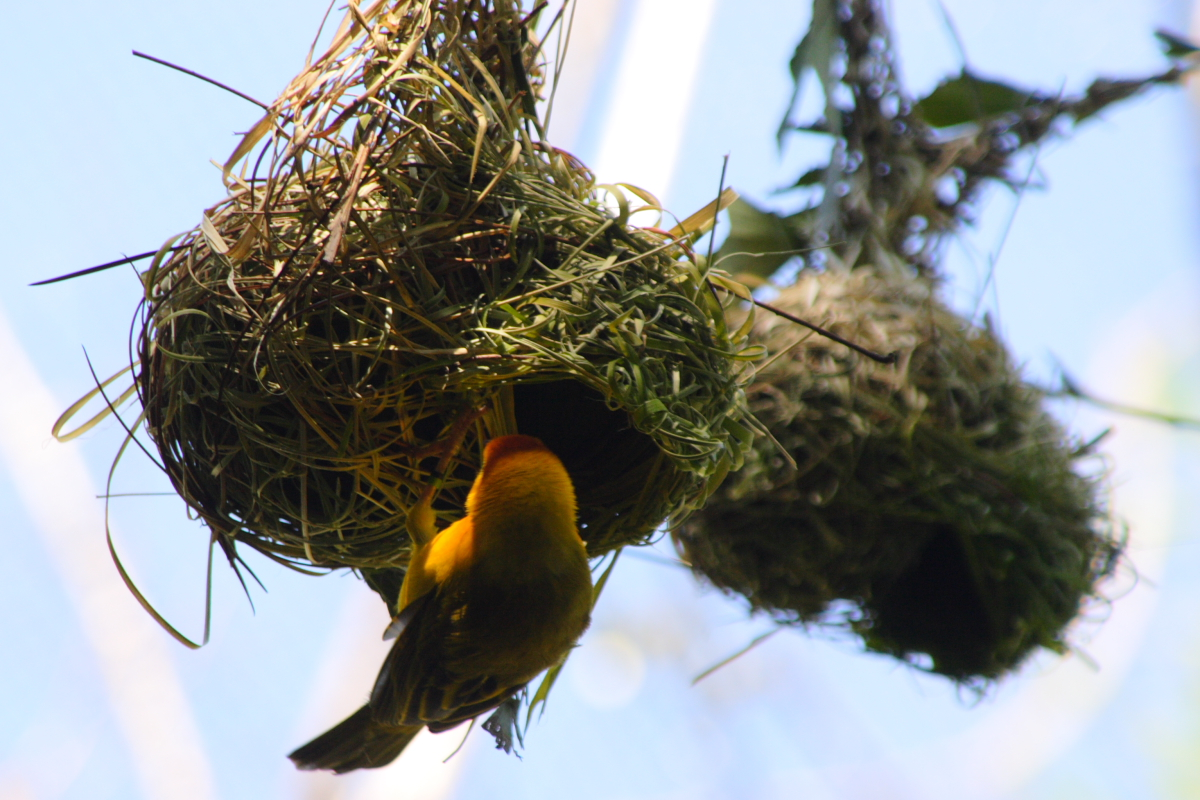
Tavetawever  (Ploceus castaneiceps)
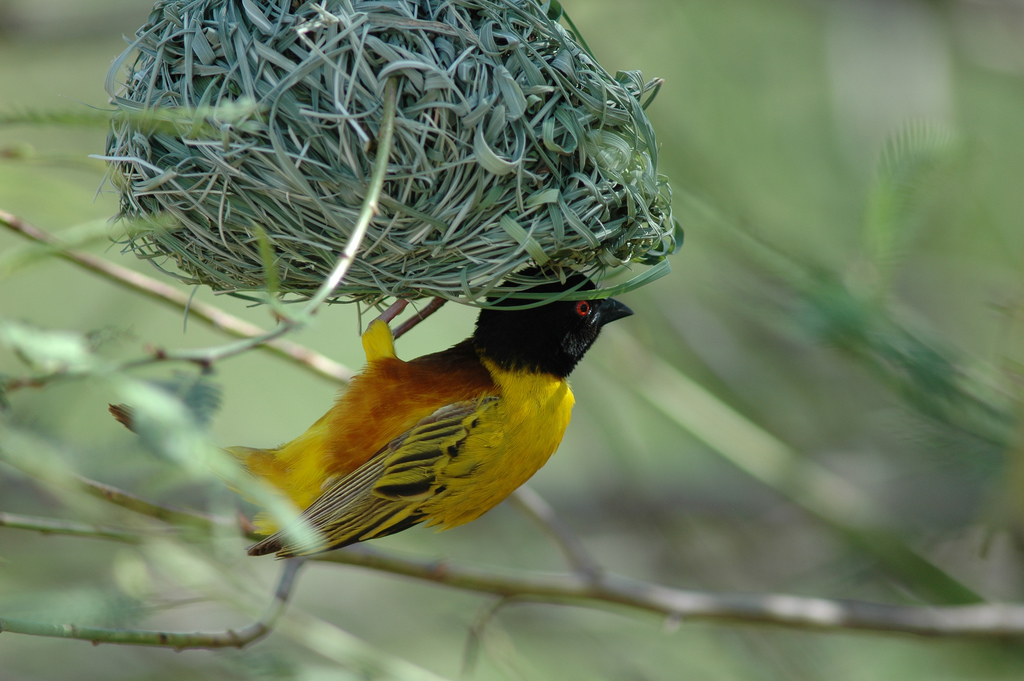
Jacksons wever  (Ploceus jacksoni)
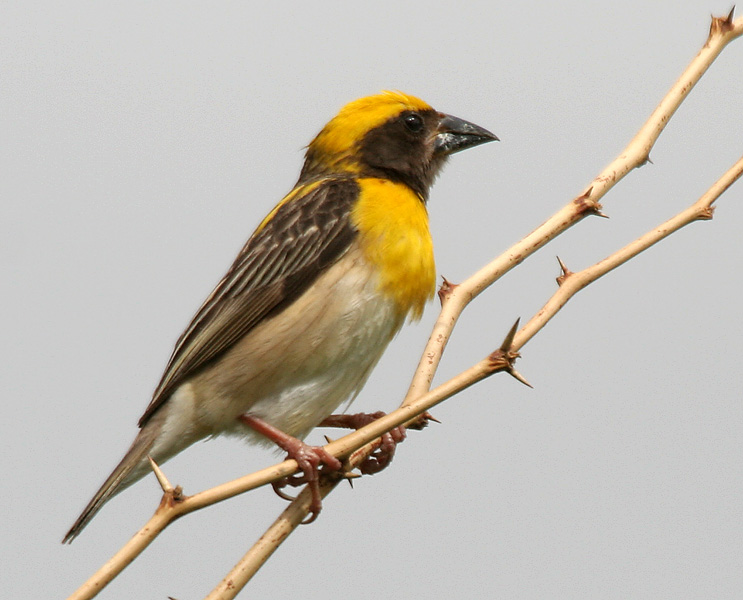
Bayawever (Ploceus philippinus)
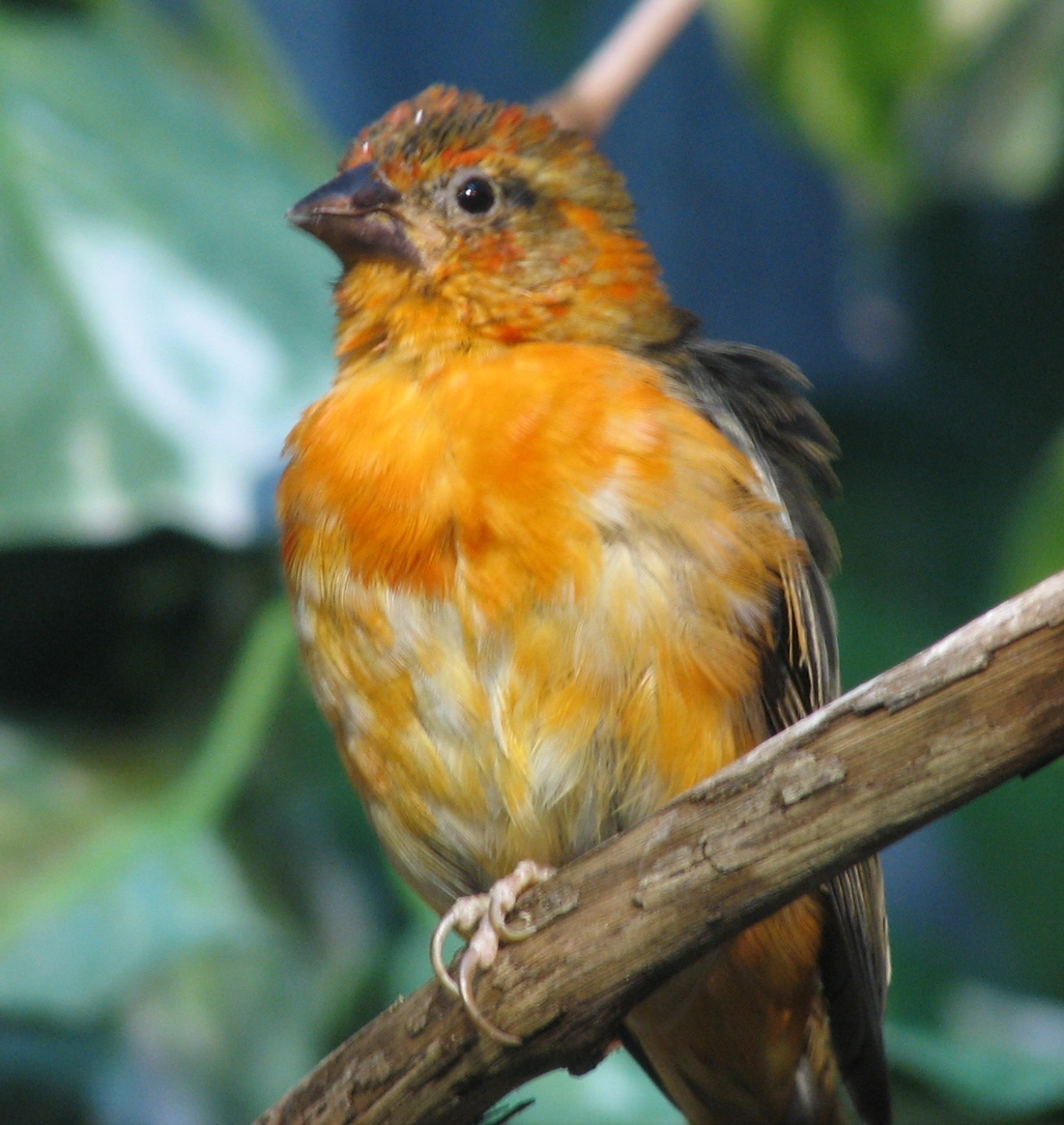
Madagaskarwever (Foudia madagascariensis)
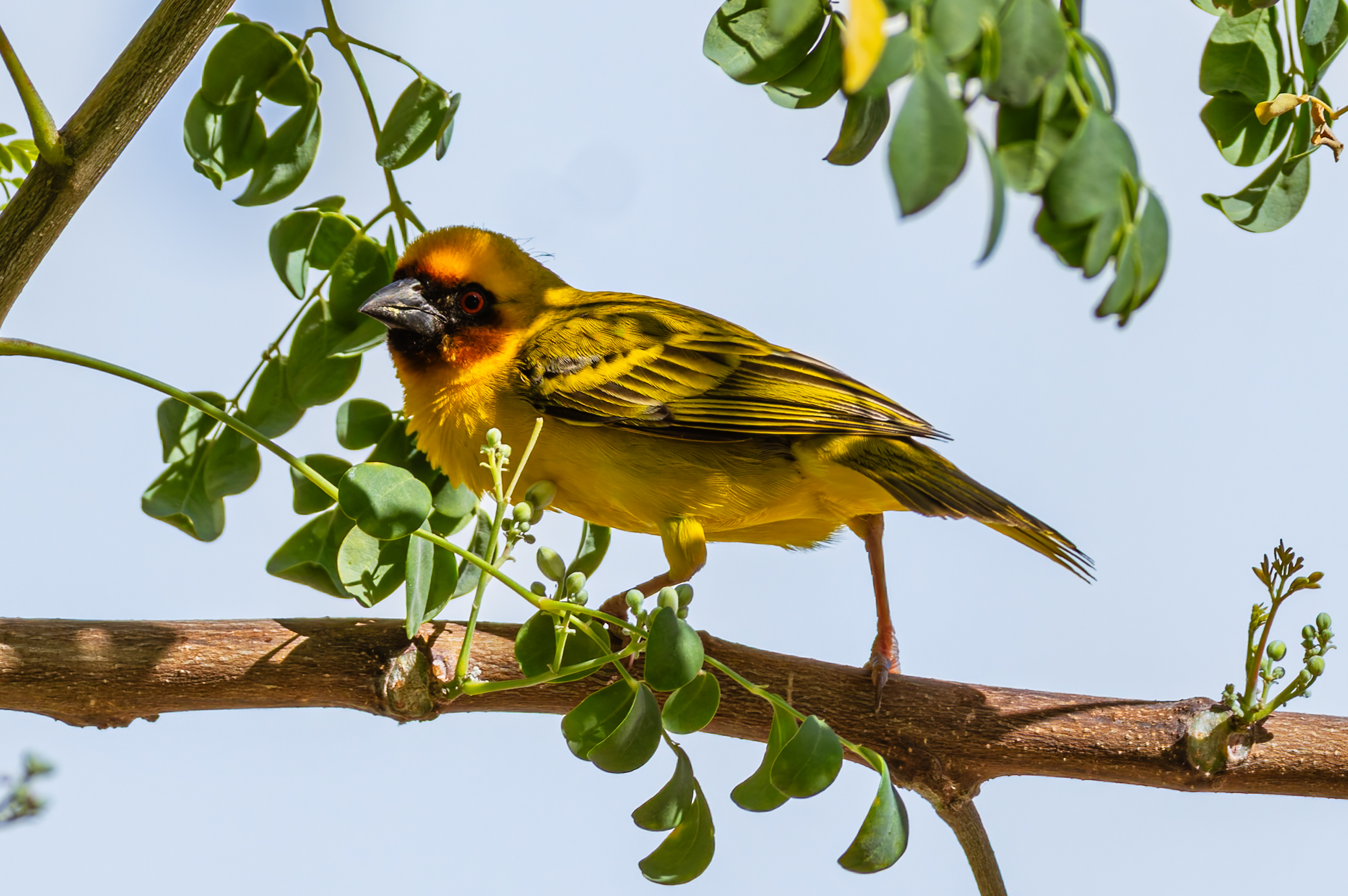
Rüppells wever (Ploceus galbula)

## Taxonomie
De wevers en widavinken zijn verwant aan de familie Passeridae (mussen en sneeuwvinken). Beide families behoren tot de superfamilie Passeroidea. De Ploceidae telt ruim 100 soorten.
De volgende geslachten zijn bij de familie ingedeeld:
- Amblyospiza Sundevall, 1850 (één soort de dikbekwever)
- Anaplectes Reichenbach, 1863 (één soort de scharlaken wever)
- Brachycope Reichenow, 1900 (één soort de kortstaartwever)
- Bubalornis Smith, A, 1836 (twee soorten wevers)
- Dinemellia Reichenbach, 1863 (één soort de witkopbuffelwever)
- Euplectes Swainson, 1829 (17 soorten waaronder de napoleonwever)
- Foudia Reichenbach, 1850 (zeven soorten waaronder de madagaskarwever)
- Histurgops Reichenow, 1887 (één soort)
- Malimbus Vieillot, 1805 (10 soorten prachtwevers)
- Philetairus Smith, A, 1837 (één soort)
- Plocepasser Smith, A, 1837 (4 soorten)
- Ploceus Cuvier, 1816 (63 soorten wevers)
- Pseudonigrita Reichenow, 1903 (2 soorten)
- Quelea Reichenbach, 1850 (drie soorten wevers)
- Sporopipes Cabanis, 1847 (twee soorten wevers)